# برتراند ندزومو
برتراند ندزومو (انگلیسی: Bertrand N'Dzomo؛ زادهٔ ۱۸ ژوئن ۱۹۸۵) بازیکن فوتبال اهل فرانسه است.
از باشگاه‌هایی که در آن بازی کرده‌است می‌توان به باشگاه فوتبال لوزان-اسپورت و باشگاه فوتبال لو مان اشاره کرد.